# Гульбен

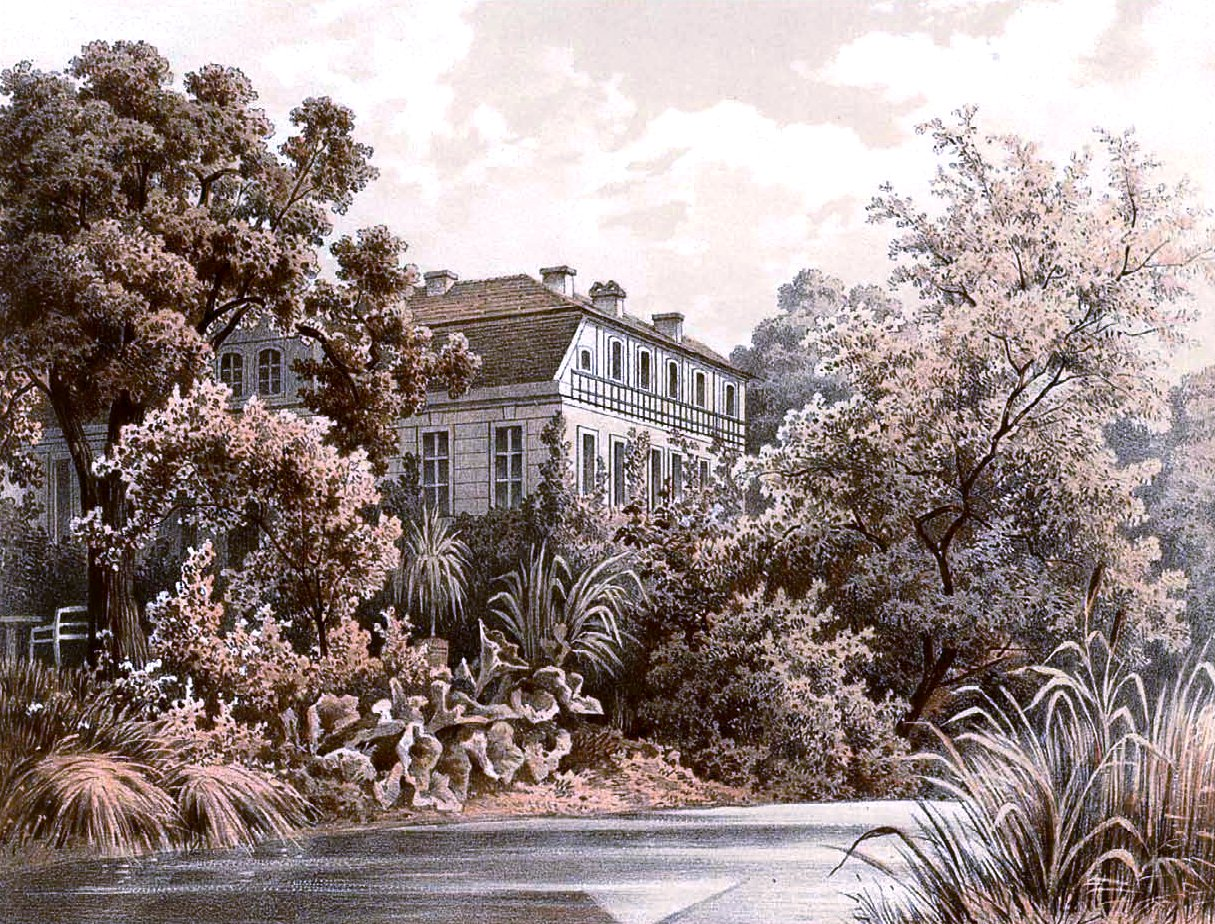
Усадьба в Голбине

Гу́льбен или Го́лбин (нем. Gulben; н.-луж. Gołbin) — деревня в Нижней Лужице, Германия. Входит в состав коммуны Кольквиц района Шпре-Найсе в земле Бранденбург.
Находится северо-западнее Котбуса при автомобильной дороге между Кольквицом и Бризеном.

## История
Впервые упоминается в 1414 году.
С 1973 входит в современную коммуну Кольквиц, за исключением периода с 1990 по 1994 года, когда она имела статус самостоятельной коммуны.
В настоящее время деревня входит в состав культурно-территориальной автономии «Лужицкая поселенческая область», на территории которой действуют законодательные акты земель Саксонии и Бранденбурга, содействующие сохранению лужицких языков и культуры лужичан.

## Население
Официальным языком в населённом пункте, помимо немецкого, является также нижнелужицкий язык.
Согласно статистическому сочинению «Dodawki k statisticy a etnografiji łužickich Serbow» Арношта Муки в 1884 году проживало 292 человека (из них — 290 серболужичан (99 %)).
Лужицкий демограф Арношт Черник в своём сочинении «Die Entwicklung der sorbischen Bevölkerung» указывает, что в 1956 году при общей численности в 401 человек серболужицкое население деревни составляло 38,4 % (из них нижнелужицким языком активно владело 92 человека, 24 — пассивно и 38 несовершеннолетних владели языком).